# عبد المنعم عبد الحافظ
عبد المنعم عبد الحافظ (مواليد 1961 في معرشورين، إدلب) مجاز في العلوم الطبيعية وسياسي سوري شغل منصب وزير التعليم العالي والبحث العلمي في حكومة محمد البشير، منذ 10 كانون الأول 2024 بعد سقوط نظام الأسد إلى 29 آذار 2025.

## سيرته
ولد عبد المنعم عبد الحافظ في قرية معر شورين بمحافظة إدلب، عام 1961م. حصل على شهادة في العلوم الطبيعية عام 1983 من جامعة حلب، وعلى دبلوم عام 1987، ثم على شهادة (دكتوراه) عام 1991 في الدراسات المعمَّقة اختصاص علم الخلية الجُزَيئي من جامعة روان في فرنسا.
تولَّى منصِبَ وزير التعليم العالي والبحث العلمي في حكومة الإنقاذ السورية ابتداءً من 28 فبراير 2024. ثم بعد تحرير سورية وسقوط نظام بشار الأسد عُيِّن في المنصِب نفسه في حكومة تصريف الأعمال السورية برئاسة محمد البشير، منذ 10 ديسمبر (كانون الأول) 2024.